# 미나미산리쿠정 방재대책청사
미나미산리쿠정 방재대책청사(일본어: 南三陸町防災対策庁舎跡 미나미산리쿠초보사이타이사쿠초샤[*])는 일본 미야기현 모토요시군 미나미산리쿠정에 있던 행정청사 건물이다. 1995년 시즈가와정 행정청사 건물로 건설되었다. 2011년 도호쿠 지방 태평양 해역 지진(동일본대지진)으로 큰 피해를 입고 파괴되었다.

## 건축
1995년, 미야기현 시즈가와정에서 행정청사 건물 신축을 위해 1960년 발디비아 지진 당시 시즈가와정이 2.4m 쓰나미가 몰려온 것을 바탕으로 해안에서 약 600m 떨어진 곳의 해발 1.7m 지점에서 철골조 건물로 3층으로 지어졌다. 2005년 10월 1일 시즈가와정이 우타쓰정과 통합되며, 미나미산리쿠정의 정사무소 행정청사의 일부로 방재대책청사 건물이 되었다. 방재대책청사 건물은 제1청사, 제2청사 바로 곁에 있었다.
일본 지방자치법에 따라 2005년 10월 1일 "미나미산리쿠정 정사무소 위치 조례"가 지어졌으며 시즈카와아자(志津川字) 시이오리(塩入) 77번지에 정사무소 행정청사가 건축되었다. 같이 있던 건물들 목록은 다음과 같다.
| 명칭         | 구조              | 면적        | 토지소유권 | 공사일           |
| ------------ | ----------------- | ----------- | ---------- | ---------------- |
| 제1정사      | 목조 2층          | 1,144.96 m2 | 임차       | 1957년 10월 1일  |
| 제2정사      | 철골조 2층        | 404.94 m2   | 정 소유    | 1978년 5월 15일  |
| 방재대책청사 | 철골 복합구조 3층 | 362.85 m2   | 정 소유    | 1995년 12월 20일 |

## 동일본대지진과 파괴
2011년 3월 11일, 도호쿠 지방 태평양 해역 지진이 일어났다. 당초에는 쓰나미 높이가 6m로 예상되어 대부분의 직원이 피난을 가지 않고 2층 위기관리과에 도시대책본부가 수립되었다. 이 본청사에서는 해일이 건물을 덮치는 15시 25분경까지 방재 방송을 통해 약 62회간 주민들에게 피난하라는 내용의 방송을 내보냈다. 본청사에서 방송한 약 30분간의 방재 무선 방송 음성은 전부 녹음되어 보존되었다.
위기관리과의 여직원 엔도 미키(遠藤未希)는 반복해서 피난을 호소하며 쓰나미 높이가 “6m가량”으로 예상된다고 방송했으나 마지막 4차례의 방송에서는 “최대 10m의 쓰나미”라고 방송하였다. 이후 직원에게 방송을 중지하고 대피하라며 “위로 올라가라”라는 주변의 제지를 끝으로 방송이 중단되었다. 엔도 미키는 쓰나미에 휩쓸려 사망했으며, 최후까지 대피 방송을 한 직원의 행동은 많은 사람들에게 공감을 얻어 2012년 4월부터 일본 사이타마현 공립학교의 도덕교과서에도 사례가 실리게 되었다.
당초 쓰나미 높이가 6m로 발표되어 당시 방재대책청사에 근무하던 직원 130명 중 53명가량이 행정청사 3층 위 옥상으로 대피했다. 하지만 쓰나미는 이를 훌쩍 넘어서 청사 옥상으로부터 2m 위 지점까지 덮쳐버렸고 수압과 쓰나미의 강한 물살로 피난했던 대부분의 직원이 해일에 휩쓸려 실종되었고 살아남은 사람은 정장 사토 진 등 10명밖에 남지 않았다. 이들은 방재청사 가운데 있던 높이 5m의 안테나 기둥이나 옥상으로 향하는 철제 계단 난간을 붙잡고 간신히 버텨 살아남을 수 있었다.
옥상에서 사진을 촬영하던 직원은 생환하였고 카메라는 본체가 망가져 있었으나 데이터는 무사히 남아 있어 쓰나미가 오기 전부터 옥상이 물에 잠기는 모습까지의 사진이 남았으며 이 사진들 중 일부는 미나미산리쿠정 홈페이지에 게시되었다.
또한 견고했던 건물 2층 전산실엔 각종 행정 시스템 정보를 저장해 두었으나 쓰나미로 서버 및 백업테이프가 완전히 손실되었다.

## 보존검토 및 해체
쓰나미의 피해를 입은 주변 건물이 속속 해체되는 가운데 피해를 입은 방재대책청사는 지진 유적으로 남아 철거되지 않았다. 초기에는 보존하라는 목소리도 높아 보존하러 하였으나, 2013년 9월 정장은 “남은 청사의 존재가 부흥 사업에 차질이 생긴다.”, “이런 작은 마을에 매우 거대한 유물은 엄청난 짐이다.” 등을 내세우며 해체 결정이 내려져 2013년 중에 해체하기로 결정하였다. 같은 해 11월 2일엔 청사 앞에서 위령제가 열렸다.
하지만 미야기현 및 일본 부흥청에서는 보존을 긍정적으로 바라보며 지원하기로 제안하였고 현지사 등과의 대화를 통해 2013년 12월 제1회 미야기현 지진유적 지식인회의에서 '지진재해유적'으로 지정된 14개 유적 중 한 곳으로 지정되었다. 이 회의에서는 2015년 3월까지 보존 및 해체에 대한 결론을 내기로 하였으나 2015년 1월 경 현과 정 사이 갈등을 빚고 결국 2015년 6월 30일 미나미산리쿠정 주민의 공공토론 결과 보존 찬성 60%, 의회 보존 만장일치 찬성으로 보존안이 결의되었고 미야기현에서는 2031년까지 위탁 보존 관리를 하기로 결정하였다.

## 같이 보기
- 산리쿠 연안
- 공립 시즈가와병원